# Joachim Langner
Joachim Langner (* 1. Oktober 1929 in Tarnowitz (Oberschlesien), heute Tarnowskie Góry (Polen); † 1. Dezember 2017 in Ludwigshafen) war ein deutscher Architekt. Zu seinen bekanntesten Bauwerken zählen der Erweiterungsbau des Reiß-Museums, das Mannheimer Stadthaus und die Multihalle in Mannheim, die er alle gemeinsam mit seinen Büropartnern entwarf.

## Leben
Langner schloss sein Architektur-Studium als Diplom-Ingenieur ab. Die Schwesterstädte Mannheim und Ludwigshafen bildeten seinen Lebens- und Arbeitsmittelpunkt. Im Jahr 1971 wurde er zusammen mit Dieter Wessa zum Büropartner von Carlfried Mutschler.  Fünf Arbeiten des Büros in Mannheim haben 1998 den Status eines Kulturdenkmals zuerkannt bekommen: die Pfingstbergkirche, die Lukaskirche, die Friedrich-Ebert-Schule, das Wohn- und Ateliergebäude E 7, 7 und die Multihalle.
Überregional bekannt wurde Langner aufgrund seiner Mitwirkung bei der Planung der Multihalle zur Bundesgartenschau 1975 im Mannheimer Herzogenriedpark mit dem größten mehrfach gekrümmten Holzgitterschalendach der Welt. Die Multihalle wurde von Langner und Mutschler entworfen und gemeinsam mit Frei Otto realisiert. Im Jahr 1978 erhielt Joachim Langner gemeinsam mit Carlfried Mutschler und dem Bauherrn für die Multihalle den Architekturpreis Hugo-Häring-Preis des baden-württembergischen Landesverbandes des Bundes Deutscher Architekten. Als im Jahr 2011 ein Abriss der Multihalle öffentlich diskutiert wurde, meldete sich Langner aus dem Ruhestand wieder zu Wort und setzte sich nachdrücklich öffentlich für die Erhaltung des Bauwerks ein. 2017 stellte der Gemeinderat der Stadt Mannheim fest, dass ein Abriss dieses einmaligen Denkmals nicht mehr vorstellbar ist.
Von 1979 bis 1989 errichteten Langner und seine Partner gegenüber dem  Mannheimer Reiß-Museum dessen Erweiterungsbau im Quadrat D 5, der die Sammlungen Archäologie, Außereuropäische Kulturen und Naturkunde präsentiert, später als Museum Weltkulturen benannt. Dieses Bauwerk war der Gewinner des zweiten Wettbewerbs, nachdem bereits 1964 ein erster Wettbewerb für das Grundstück auf B 4 ausgelobt worden war, aber nicht mehr zur Ausführung kam.

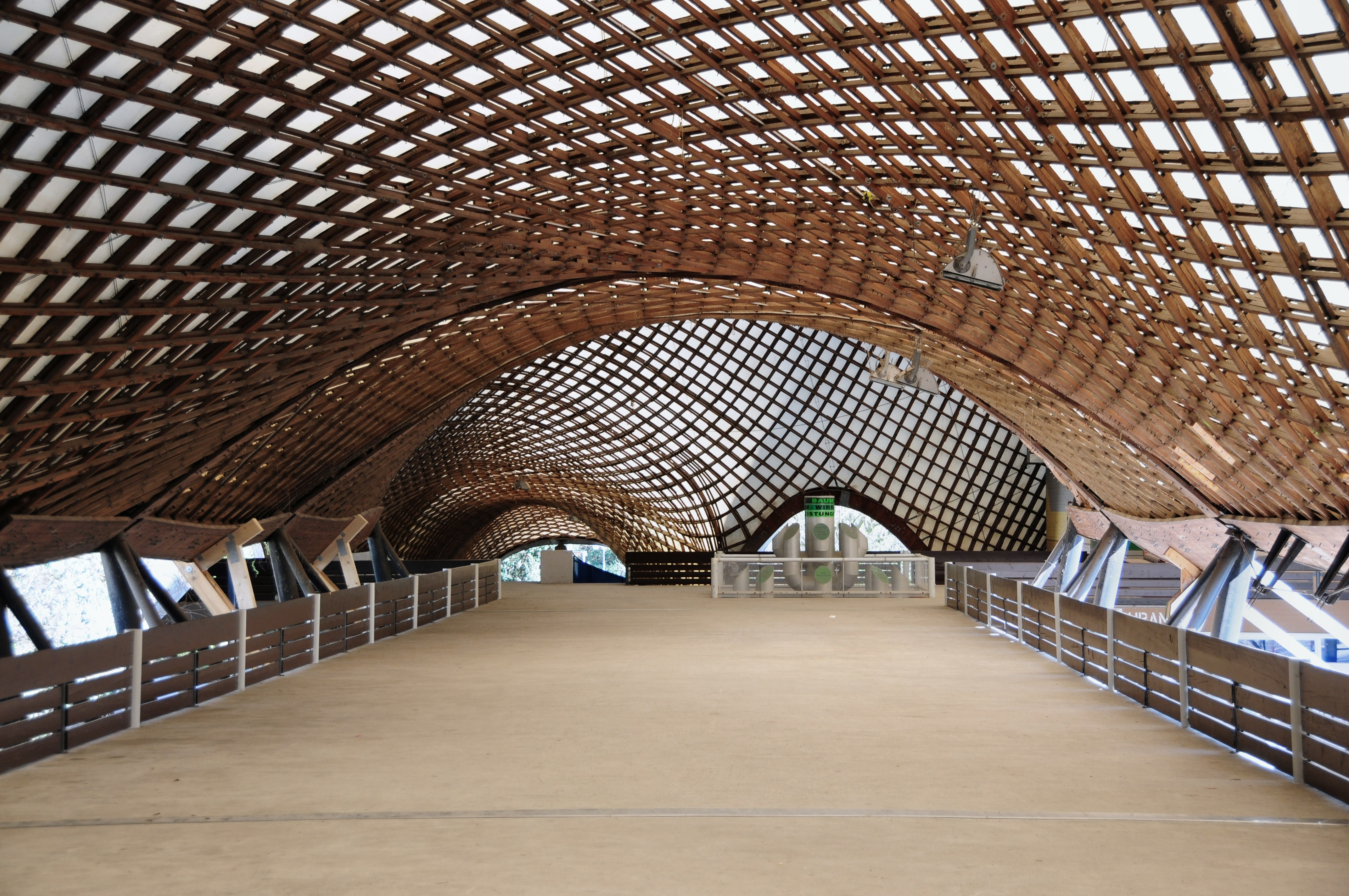
Multihalle in Mannheim, 1974/75
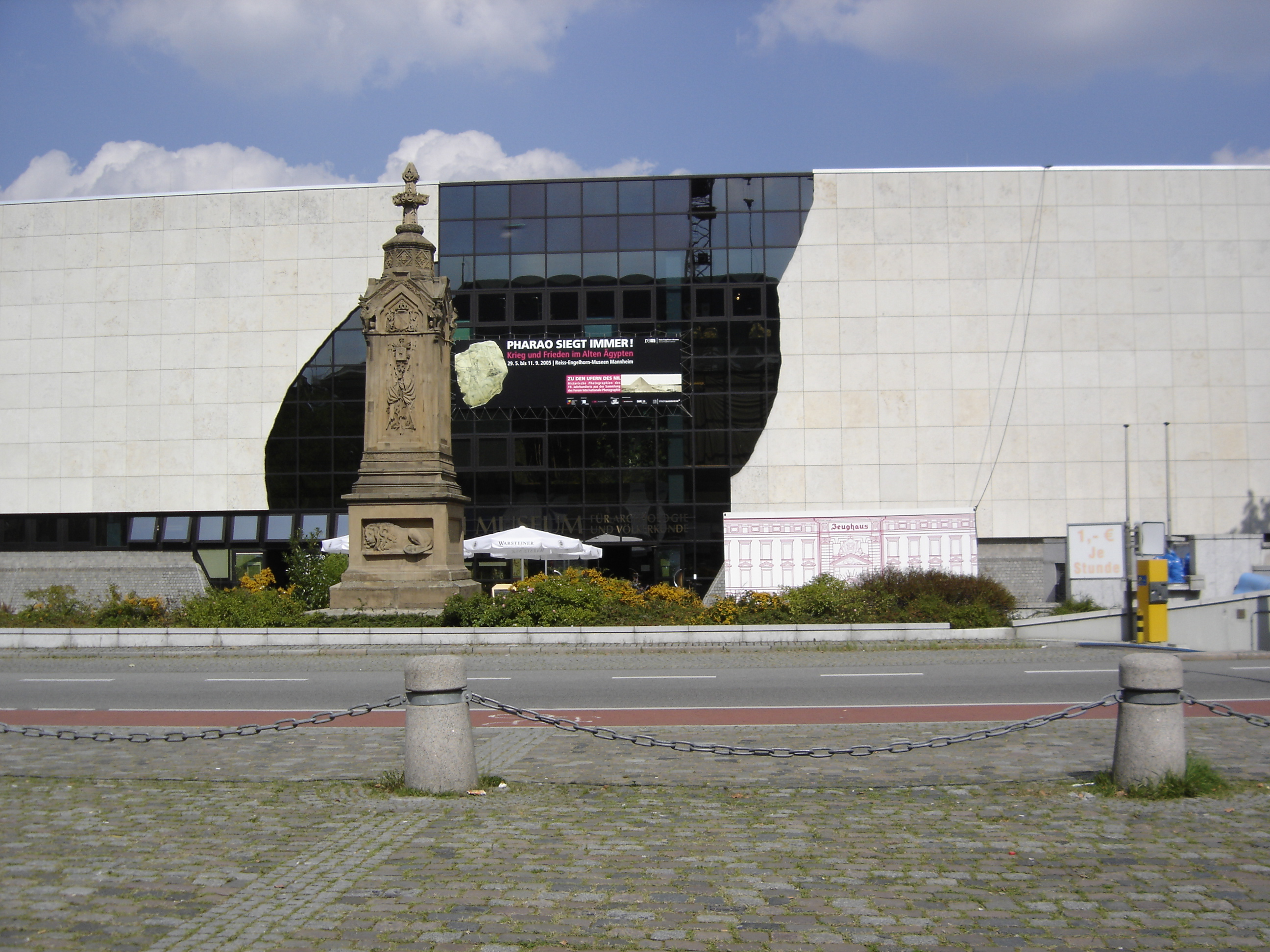
Museum Weltkulturen der Reiss-Engelhorn-Museen in Mannheim mit Mutschler und Erwin Bechtold, (1984–1988)
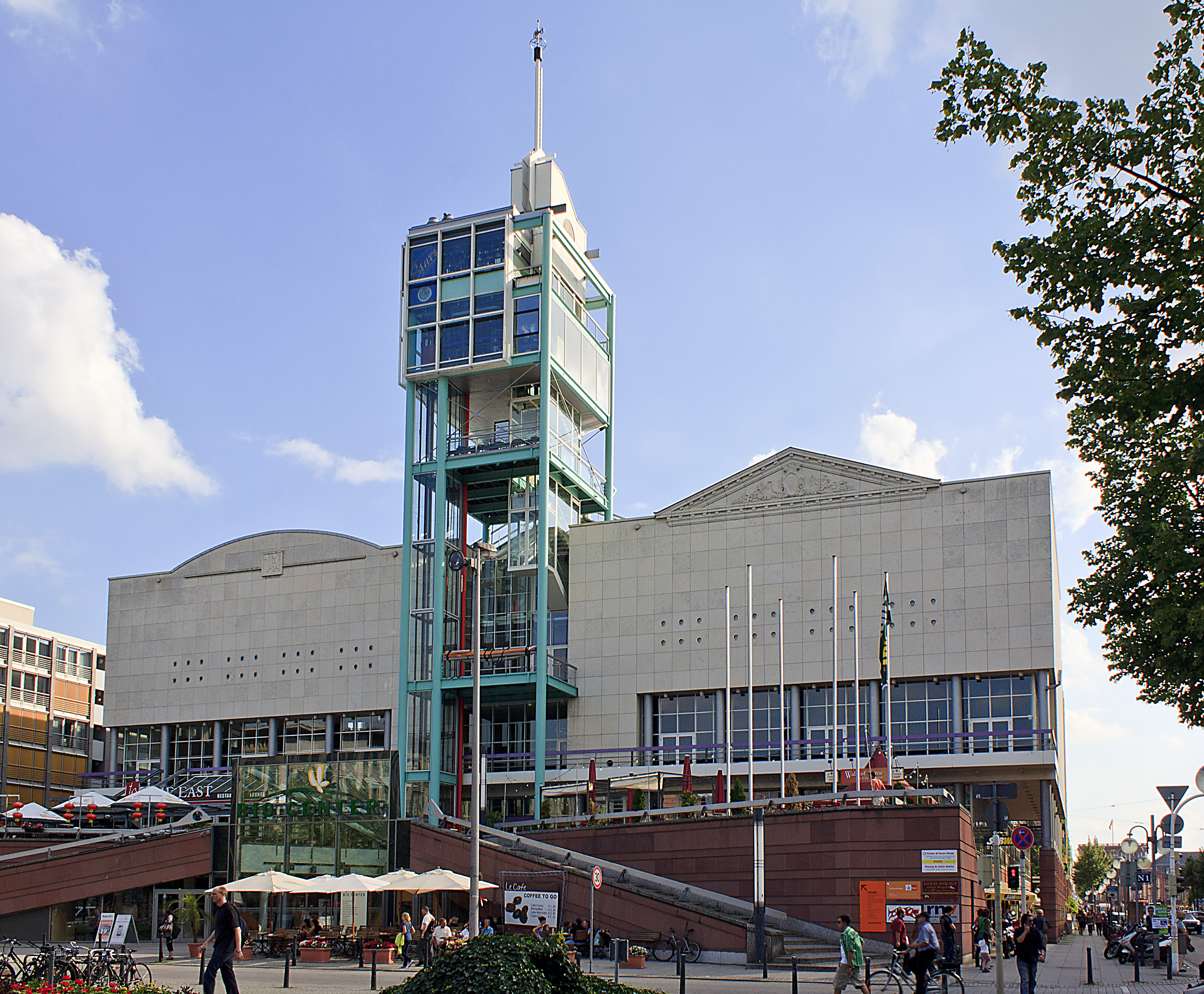
Mannheim, Stadthaus am Paradeplatz, (1987–1991)

Im Jahr 1988 wurden Langner und sein Planungs- und Bauherrenteam für das Internationale Institut für Berufsbildung in Mannheim ein weiteres Mal mit dem Hugo-Häring-Preis geehrt.
Langner war Mitglied im Bund Deutscher Architekten. Zwischen 1966 und 2016 verfasste er zahlreiche Fachbeiträge für die Architekturzeitschriften Deutschen Bauzeitung, Baumeister, Bauwelt und der architekt. Gemeinsam mit seinen Partnern gab er zwei Werkberichte heraus.
Joachim Langner schied 1993 aus Altersgründen aus der Architektenpartnerschaft mit Prof. Carlfried Mutschler, Christine Mäurer und Ludwig Schwöbel aus.

## Auszeichnungen (Auswahl)
- 1978: Hugo-Häring-Preis für die Multihalle (mit Carlfried Mutschler, Frei Otto und der Bauherrschaft)
- 1978: Großer BDA-Preis
- 1988: Hugo-Häring-Preis für das Internationale Institut für Berufsbildung, Mannheim (mit Carlfried Mutschler und der Bauherrschaft)
- Zahlreiche Auszeichnungen Guter Bauten des BDA, Holzbaupreise und Preise des Dt. Klempnerhandwerks

## Erfolge in Wettbewerben (mit seinen Partnern)
- 1979: 1. Preis beim Wettbewerb für das Reissmuseum in Mannheim
- 1979: 1. Preis beim Wettbewerb für das Sporthallenbad Herzogenried in Mannheim
- 1980: 1. Preis beim Wettbewerb für die Wilhelm Busch Schule
- 1982: 2. Preis beim Wettbewerb für das Bundespostmuseum in Frankfurt am Main [8]
- 1981: 1. Preis beim Wettbewerb Bab al Sheikh Zone2/2 in Bagdad/Irak
- 1986: 1. Preis beim Wettbewerb für das Mannheimer Stadthaus [9]

## Schriften (Auswahl)
- Carlfried Mutschler und Partner. Bauten und Entwürfe. Werkbericht, Karl Krämer, Stuttgart 1984, ISBN 3-7828-1437-1.
- Carlfried Mutschler und Partner. Bauten und Entwürfe 2. Werkbericht 2, Karl Krämer, Stuttgart 1995, ISBN 3-7828-1610-2.
- Berührungsangst. In: Walter Ehlers, Gernot Feldhusen und Carl Steckeweh (Hrsg.): CAD: Architektur automatisch?, Band 76 von Bauwelt Fundamente, Birkhäuser, 1986, ISBN 3-0356-0110-0, S. 76–88.